# Itoplectis insularis
Itoplectis insularis là một loài tò vò trong họ Ichneumonidae.